# 紅魯塞尼亞
紅魯塞尼亞（烏克蘭語：Червона Русь），同稱有紅羅斯、紅俄羅斯等，是烏克蘭西部的一個歷史地區。在西歐的文獻之中，紅魯塞尼亞是加利西亞地區的別稱，或者指加利西亞－沃里尼亞王國的領土。位處原紅魯塞尼亞地區的主要現代城市有利沃夫。
- 「紅魯塞尼亞」位置
- 1347年加利西亞－沃里尼亞王國內的紅魯塞尼亞